# Pow R. Toc H.
A Pink Floyd Pow R. Toc H. című dala 1967. augusztus 5-én jelent meg a zenekar The Piper at the Gates of Dawn című bemutatkozó albumán. Voltaképpen egy lágy melódiájú, zongoraközpontú darab, melynek elején, közepén és végén különös, sokak szerint „dzsungelszerű” hangok hallhatóak (ezeket Syd Barrett és Roger Waters csinálta). Az Interstellar Overdrive mellett csak ezt a dalt írta együtt a zenekar négy tagja.
A dal az 1969-es turnén előadott The Man and the Journey második részében The Pink Jungle címen szerepelt. A zenekar a dalt az Interstellar Overdrive folytatásának szánta. Roger Waters szerint a cím teljesen értelmetlen. A Toc H. a hadsereg kódrendszerében a TH-t, valamint a Talbot House-t jelölte (utóbbi egy klub volt, ahol a tisztek és a közkatonák egyenlő jogokkal rendelkeztek). A Talbot House később egy keresztény felekezeteket tömörítő szervezetté vált, ami a közösséget szolgálta. A Pow R. Waters szerint azért került a címbe, mert jól hangzott.

## Közreműködők
- Syd Barrett – gitár, hangok
- Richard Wright – orgona, zongora
- Roger Waters – basszusgitár, hangok
- Nick Mason – dob, ütőhangszerek
- Peter Brown – hangmérnök
- Norman Smith – producer